# رودولفو لورنسو
رودولفو لورنسو (15 يوليو 1991 في البرتغال - ) هو لاعب كرة قدم برتغالي في مركز الدفاع.

## وصلات خارجية
- رودولفو لورنسو على موقع قاعدة بيانات كرة القدم.إي يو (الإنجليزية)
- رودولفو لورنسو على موقع Soccerway.com (الإنجليزية)